# 木戸川 (千葉県)

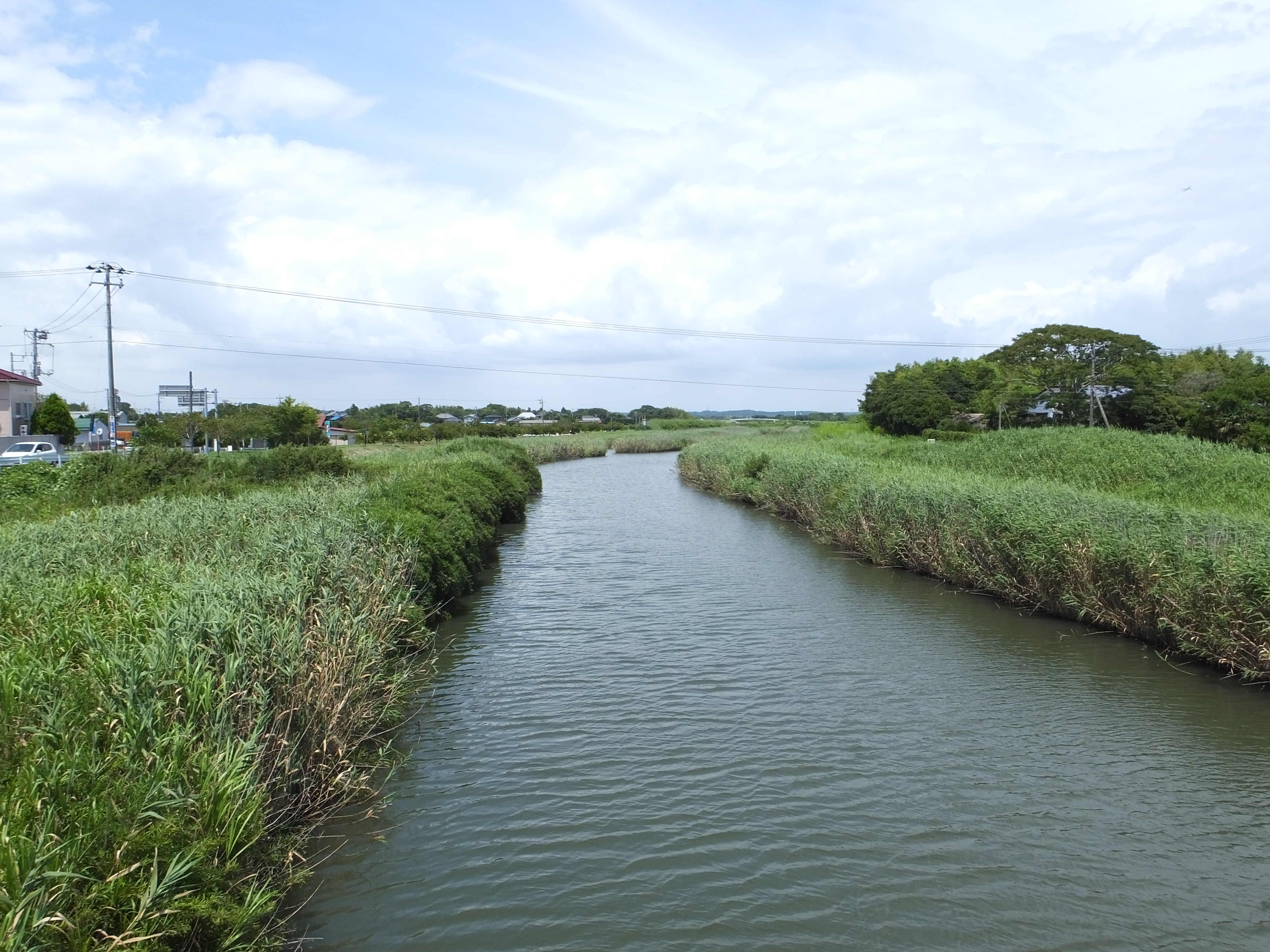
木戸橋より上流方

木戸川（きどがわ）は、千葉県北東部九十九里平野中央部を流れる二級河川。木戸川水系の本流である。

## 地理
成田市本城の調整池を水源とし南東流する。山武郡芝山町との境界を流れたのち町西部を縦貫し、西からいくつかの小支流を合わせる。芝山町を抜けると横芝光町・山武市の境界となり、すぐに山武市内へ入る。周辺には芝山古墳群や山室姫塚古墳などの史跡が存在する。柴原付近で谷津を抜け九十九里平野へ入るが、市街地は少なく水田地帯の中を流れてゆく。両岸は畝が高く、水生植物が発達している。緑海橋を過ぎると太平洋に注ぐ。周囲は九十九里浜で、木戸川を境として西側が白幡海水浴場、東側が南浜海水浴場である。流路延長21.5kmのうち、芝山町牧野付近より下流20.9kmが二級河川に指定されている。
当河川は元々定名が無く、旧田越村（現山武市松尾町田越）では田越川、旧借毛本郷村（現山武市松尾町借毛本郷）では借毛新井川、旧木戸村（現山武市木戸）では木戸川と称していたが、このうち木戸川の名が広く用いられるようになった。

## 治水
木戸川は1966年（昭和41年）より広域河川改修事業にて、JR総武本線橋梁から小松大橋までの4km区間で河川改修が開始され、拡幅及び堤防の整備がなされた。1972年（昭和47年）以降は周辺の土地改良事業により小松大橋より下流の区間及び中流域の整備が並行して行われ、1997年（平成9年）までに全て完了した。以降は2009年（平成21年）にJR総武本線橋梁上流120mの両岸築堤嵩上げ工事が行われたことを除き休止状態にあった。
2011年（平成23年）3月11日の東日本大震災では、九十九里平野の中央に位置する当河川が周辺河川よりもひときわ大きな被害を受けた。飯岡海岸の防潮堤を乗り越えた津波が8km上流の田越橋付近まで遡上し、河口付近の5箇所で堤防が決壊するなど甚大な洪水被害をもたらし、中流部では護岸が崩落するなど整備状況の甘さが露呈する形となった。これを受け同年7月上旬より河口から緑海橋までの733.6mについて査定を受け、堤防を1m嵩上げする工事が行われている。2014年（平成26年）3月までの予定で、用地買収を要しない区間については2012年（平成24年）12月に終了している。周辺の未利用地を避難道路等に活用する施策も進められている。内陸地域は2009年の築堤嵩上げに引き続き、上流部に向けて進められている。
環境保全に関しては、1992年（平成4年）5月に「美しい木戸川を守る会」が設立され、以降啓蒙活動や清掃活動が続けられている。

## 主な橋
- 川津場橋 - 国道296号
- 小池橋 - 千葉県道45号八日市場八街線
- 明治橋
- 松葉橋 - 千葉県道116号横芝山武線
- 首都圏中央連絡自動車道
- 古和橋 - 千葉県道112号成田成東線
- 古和1号橋
- 古和5号橋
- 古和4号橋
- 金尾1号橋
- 金尾2号橋
- 弁天橋 - 千葉県道22号千葉八街横芝線
- 加勢橋
- 大蔵橋
- 田越橋
- 新田越橋 - 国道126号
- JR総武本線橋梁
- 六万部橋
- 中台橋
- 栄橋
- 小松大橋
- 折戸橋
- 木戸橋 - 千葉県道122号飯岡片貝線
- 緑海橋 - 千葉県道30号飯岡一宮線

## 参考資料
- 二級河川木戸川の復旧工事（千葉県・山武土木事務所）
- 山武市議会会議録　平成23年第2回定例会第2日目（6月9日）